# Ernst Scherenberg
Ernst Scherenberg (21. juli 1839 i Swinemünde - 18. september 1905 i Eisenach) var en tysk digter og journalist, brorsøn til Christian Friedrich Scherenberg. 
Han besøgte som ung Industriskolen i Stettin, senere Kunstakademiet i Berlin, blev 1862 journalist dér, kom 1870 til Braunschweig som redaktør af Braunschweiger Tageblatt, 1883 til Elberfeld som chefredaktør af Elberfelder Zeitung. Han var en formfuld lyriker af ret upersonlig karakter, men som politisk sanger kunne han undertiden anslå strenge, der skaffede ham sympati. Blandt hans samlinger kan fremhæves Aus tiefstem Herzen (1860), Verbannt (1861), Stürme des Frühlings (1865), Gedichte (1867, 6. oplag 1899) og Neue Gedichte (1882). I politiske digte har han besunget kejser Wilhelm I og Bismarck, hvem han tilegnede digtet Niemals.